# Bundesstraße 37
Pour les articles homonymes, voir B37 et Route 37.
La Bundesstraße 37 (abrégé en B 37) est une Bundesstraße reliant Kaiserslautern à Mosbach.

## Localités traversées
- Kaiserslautern
- Hochspeyer
- Frankenstein
- Bad Dürkheim
- Ludwigshafen
- Mannheim
- Heidelberg
- Neckargemünd
- Neckarsteinach
- Eberbach
- Neckarelz
- Mosbach